# Nesioneta sola
Nesioneta sola är en spindelart som först beskrevs av Alfred Frank Millidge och Anthony Russell-Smith 1992.  Nesioneta sola ingår i släktet Nesioneta och familjen täckvävarspindlar.
Artens utbredningsområde är Sulawesi. Inga underarter finns listade i Catalogue of Life.